# Simalia boeleni
Espèce
Synonymes
- Liasis boeleni Brongersma, 1953
- Morelia boeleni (Brongersma, 1953)
- Liasis taronga Worrell, 1958

Statut CITES
Le Python de Boelen, Simalia boeleni, est une espèce de serpents de la famille des Pythonidae.

## Répartition
Cette espèce est endémique du centre-Nord de Nouvelle-Guinée.

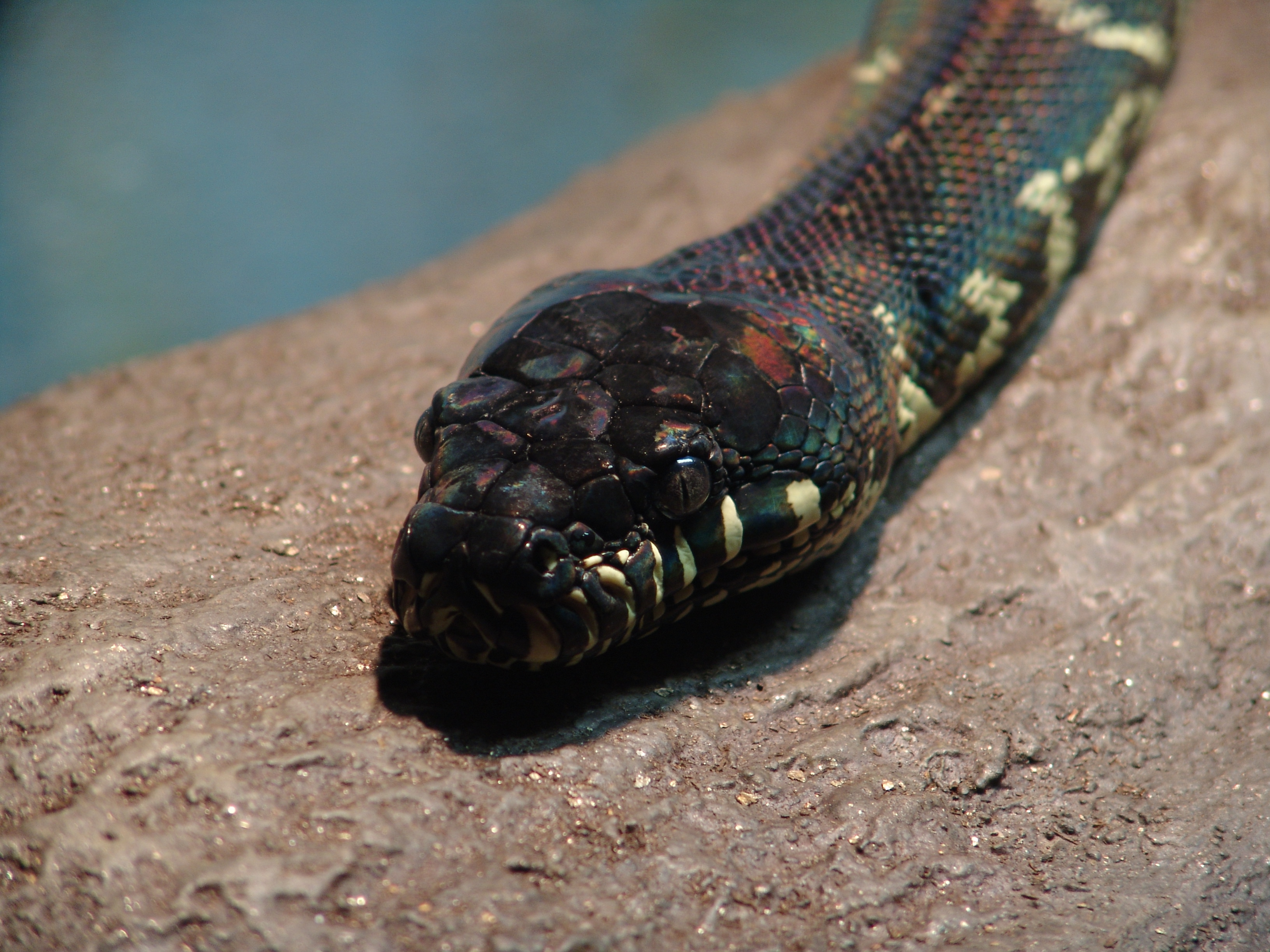

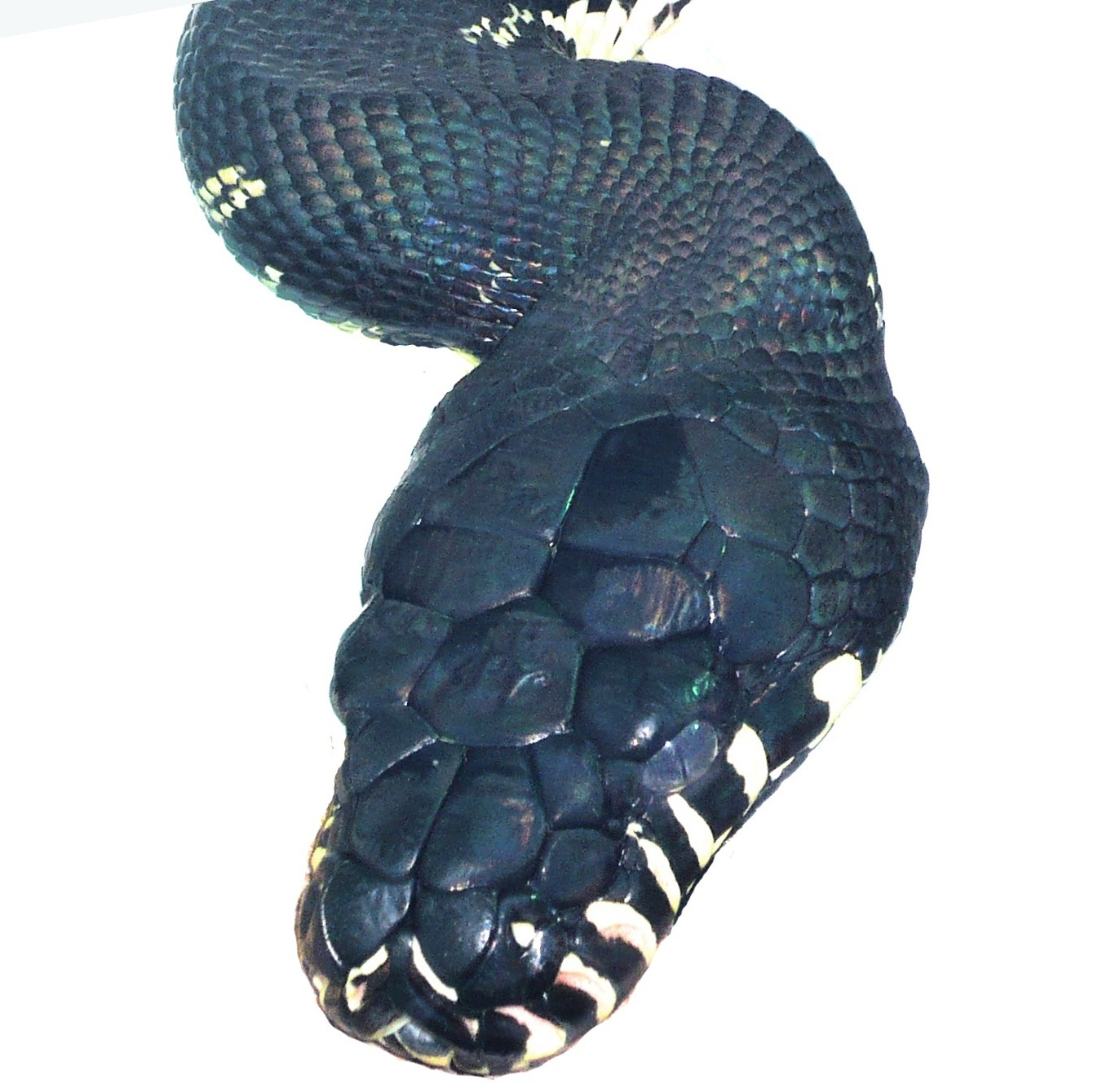

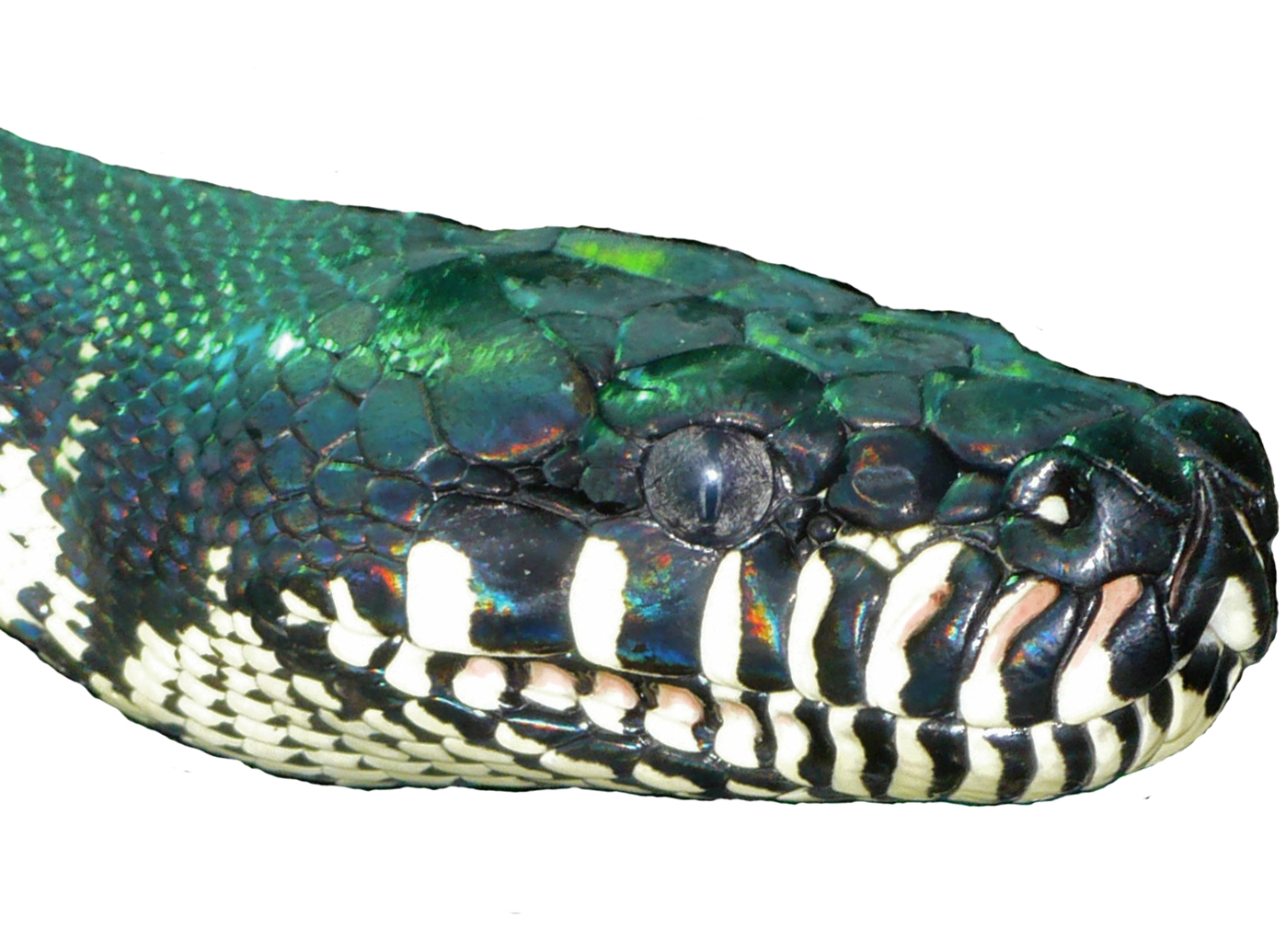

## Description
C'est un serpent constricteur ovipare et carnivore qui consomme de petits mammifères et oiseaux. Il est noir avec de fines bandes transversales claires, ainsi qu'une bande longitudinale le long de la colonne vertébrale.

## Étymologie
Cette espèce est nommée en l'honneur de K. W. J. Boelen, qui a fourni le premier spécimen.

## Publication originale
- Brongersma, 1953 : Notes on New Guinean reptiles and amphibians. II. Proceedings Koninklijke Nederlandsche Akademie van Wetenschappen, Amsterdam, vol. 56, p. 317-325.